# Забелина, Алла Владимировна
Алла Владимировна Забелина (род. 16 декабря 1965) — советская и российская театральная актриса, народная артистка России (2007), актриса Волгоградского государственного нового экспериментального театра.

## Биография
Родилась 16 декабря 1965 года в городе Свердловске.
В 1988 году окончила Свердловский государственный театральный институт. Со дня основания Волгоградского государственного нового экспериментального театр работает актрисой труппы.
Почти во всех постановках этого театра были роли Забелиной. Больше двадцати лет работы в театре стали для Аллы Забелиной годами наиболее полного раскрытия её творческого мастерства. Она несомненно стала визитной карточкой театра. О ней можно говорить и как о наставнице для многих новых актёров, пришедших работать на волгоградскую сцену.
В 1994 и 1995 году Алла Владимировна была награждена Почетными грамотами Главы администрации Волгоградской области. В 1998 году ей было присвоено Почетное звание Заслуженная артистка России. В 1999 году она стала лауреатом конкурса Провинциальная муза. В 2007 удостоилась звания «Народная артистка России».

## Награды
- Народная артистка России (10.12.2007).
- Заслуженная артистка России (04.07.1998).
- Лауреат конкурса Провинциальная муза (1999).
- Лауреат премии города Нижнего Новгорода (2004).
- Почетные грамоты Губернатора Волгоградской области (1994 и 1995).

## Работы в театре
Волгоградский государственный новый экспериментальный театр
- Джейн Перкинс — «Смешные деньги»;
- Марта — «Девичник»;
- Тоня — «Квадратура любви»;
- Екатерина II — «Любовь — книга золотая»;
- Мария Кошелькова — «Хомо эректус, или Обмен женами»;
- Памела -« № 13»;
- Макарская — «Концерт для леди»;
- Василиса — «Продолжение содома»;
- Липа — «Похищение любви»;
- боронесса Штраль — «Маскарад»;
- Кормилица — «Ромео и Джульетта»;
- Табун-Турковская — «Золотая Карета»;
- Пепита — «Блэз»;
- Войницкая — «Последний Романс»;
- Графиня — «Эротические опыты графа Альмавива, или Женитьба Фигаро»;
- Зоя — «Парусиновый портфель»;
- Агафья Тихоновна — «Женихи»;
- Катарина — «Укрощение строптивой»;
- Мария — «Укрощение укротителя»;
- Матюрина — «Дон Жуан»;
- Матильда — «Мужской род единственное число»;
- Надежда Антоновна — «Бешеные деньги»;
- Марфа Семеновна — «Старые водевили»;
- Матрёна — «Основной инстинкт»;
- Надя — «Комедия вампиров»;
- Аркадина — «Чайка»;
- Сюзанна — «Дамский портной»;
- Крис Горман — «Слухи»;
- Хэриет — «Ключ на двоих»;
- Диана — «Бледная луна в объятьях смерти и любви»;
- Гертруда — «Гамлет в Нью Йорке»;
- Розалина — «Чума на оба ваши дома»;
- Мария — «Звездный час»;
- Мэри Смит — «Слишком женатый мужчина»;
- Кормилица — «Великолепный рогоносец».

## Фильмография
Алла Забелина исполнила две эпизодических роли в кино:
- 1988 — Серая мышь, эпизод;
- 1989 — Мать, эпизод.